# Попко, Сергей Николаевич
Серге́й Никола́евич Попко́ (укр. Сергій Миколайович Попко; род. 13 февраля 1961, Киев, УССР, СССР) — украинский военачальник, генерал-полковник Вооружённых сил Украины. Командующий Сухопутными войсками Украины (2016—2019). Глава Киевской городской военной администрации (21 октября 2022 — 31 декабря 2024).

## Биография

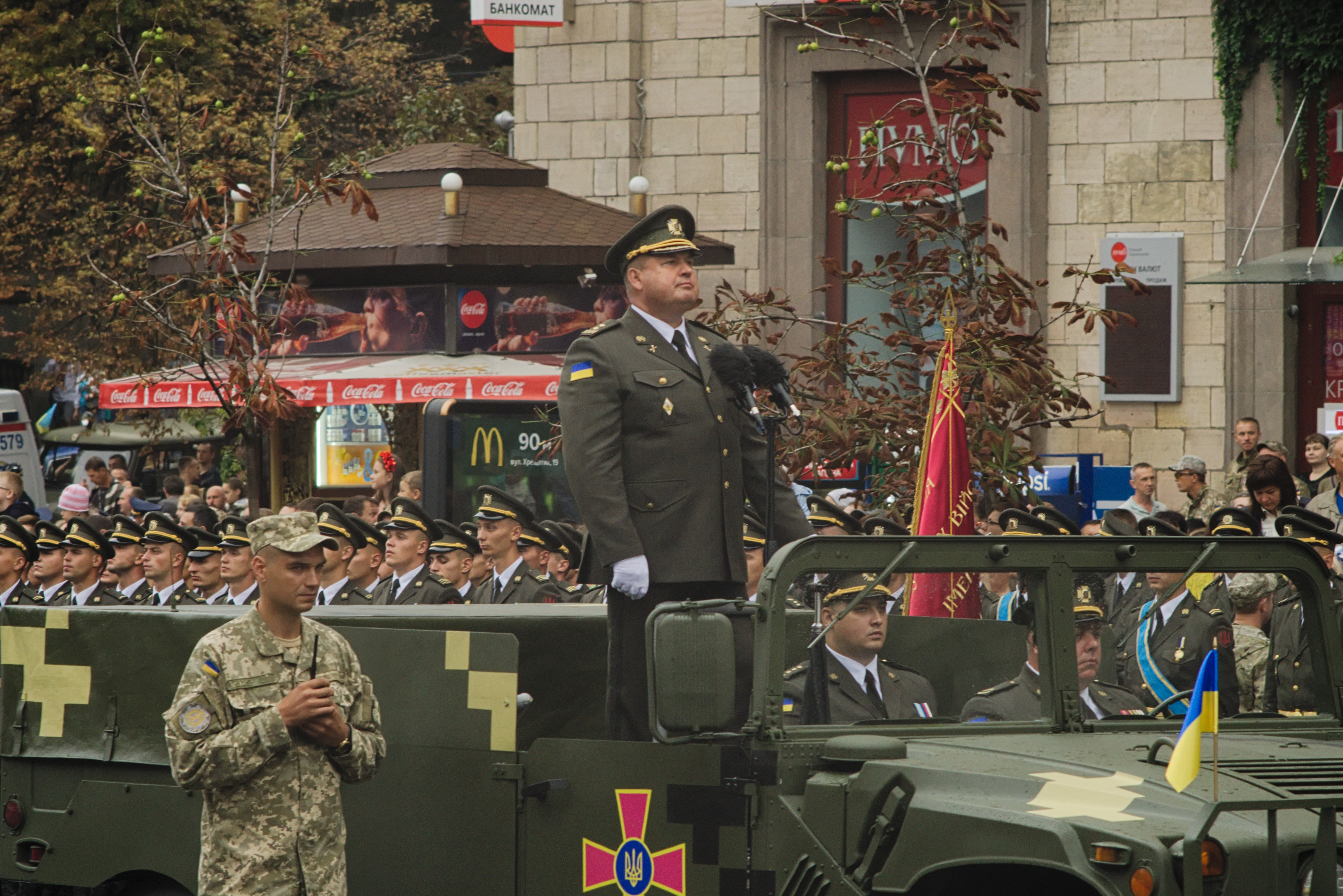
Командующий СВ ВСУ Сергей Попко принимает парад в честь Дня независимости Украины. Киев, 2016 год

Родился 13 февраля 1961 года в Киеве. Окончил Киевское высшее общевойсковое командное училище.
До марта 2016 года возглавлял Главный командный центр Генштаба ВСУ, исполнял обязанности командующего Объединённого оперативного командования ВСУ.
С 28 марта 2016 по 5 августа 2019 года — Командующий Сухопутными войсками Украины.
С 20 августа 2019 года — главный инспектор Министерства обороны Украины.
7 мая 2020 года уволен в запас.
21 октября 2022 года президент Украины Владимир Зеленский назначил Сергея Попко начальником Киевской городской военной администрации.
31 декабря 2024 года указом президента Украины, генерал-полковник Сергей Попко уволен с должности начальника Киевской городской военной администрации.

## Воинские звания
- генерал-лейтенант (24 августа 2012 года)[7].
- генерал-полковник (5 декабря 2017 года)[8].

## Награды
- Орден Богдана Хмельницкого II ст. (24 августа 2013) — за весомый личный вклад в защиту государственного суверенитета, обеспечение конституционных прав и свобод граждан, укрепление экономической безопасности государства, высокопрофессиональное исполнение служебных обязанностей и по случаю 22-й годовщины независимости Украины[9].
- Орден Богдана Хмельницкого III ст. (23 мая 2008) — за весомый личный вклад в дело поддержания мира и стабильности в различных регионах мира, укрепления международного авторитета Украинского государства и по случаю Международного дня миротворцев ООН[10].
- Медаль «За военную службу Украине» (19 августа 1998) — за образцовое выполнение воинского долга, достижение высоких показателей в боевой и профессиональной подготовке и по случаю 7-й годовщины независимости Украины[11].